# Momotus momota
Momotus momota là một loài chim trong họ Momotidae.